# Список послов США в Южном Судане
Правительство Соединённых Штатов признало Южный Судан в день его независимости, 9 июля 2011 года. В тот же день действующее консульство США, которое было аккредитовано в Республике Судан, в Джубе было преобразовано в посольство. Действующий генеральный консул США в Джубе Р. Барри Уолкли был назначен временным поверенным в делах до назначения посла США в Южном Судане. 18 августа 2011 года президент США Барак Обама объявил о своём намерении назначить Сьюзан Пейдж первым послом США в Южном Судане, которая начала свою работу 6 декабря 2011 года.
В статье представлен список послов США в Южном Судане.

## Список послов
| Фото | Посол               | Срок полномочий                  | Комментарии                  |
| ---- | ------------------- | -------------------------------- | ---------------------------- |
|      | Р. Барри Уолкли     | 9 июля 2011 — 6 декабря 2011     | Временный поверенный в делах |
|      | Сьюзан Пейдж        | 6 декабря 2011 — 15 июля 2015    |                              |
|      | Мэри Кэтрин Фи      | 15 июля 2015 — 22 августа 2017   |                              |
|      | Майкл Морроу        | 22 августа 2017 — 26 апреля 2018 | Временный поверенный в делах |
|      | Томас Хушек         | 26 апреля 2018 — 17 июля 2020    |                              |
|      | Джон Ф. Данилович   | 17 июля 2020 — 17 марта 2021     | Временный поверенный в делах |
|      | Ларри Андре-младший | 17 марта 2021 — август 2021      | Временный поверенный в делах |
|      | Дэвид Ренц          | август 2021 — 4 июня 2022        | Временный поверенный в делах |
|      | Уильям Фленс        | 4 июня 2022 — август 2022        | Временный поверенный в делах |
|      | Майкл Адлер         | 10 августа 2022 — наст. время    |                              |